# Routledge Encyclopedia of Philosophy
Routledge Encyclopedia of Philosophy – encyklopedia filozofii pod redakcją Edwarda Craiga. Po raz pierwszy została wydana przez Routledge w 1998 (ISBN 978-0415073103). Początkowo ukazała się w 10 tomach w wersji drukowanej oraz w postaci CD-ROM, w 2002 roku została udostępniona on-line na zasadzie subskrypcji. Wersja on-line jest na bieżąco uzupełniana oraz dodawane są do niej nowe artykuły. Zawiera 2000 artykułów autorstwa 1300 badaczy.

## Wydanie jednotomowe
Opublikowano dwa jednotomowe wydania, The Concise Routledge Encyclopedia of Philosophy, które ukazało się w 1999 (ISBN 978-0415223645), i The Shorter Routledge Encyclopedia of Philosophy, które ukazało się w 2005 (ISBN 978-0415324953).  Wersja Concise ma taką samą wersję; każde hasło jest streszczeniem wersji z encyklopedii dziesięciotomowej. Wersja Shorter ma ponad 900 artykułów.